# Gavin Hastings
Pour les articles homonymes, voir Hastings.

a Compétitions nationales et continentales officielles uniquement.

b Matchs officiels uniquement.
Gavin Hastings, membre de l'Ordre de l'Empire britannique, né le 3 janvier 1962 à Édimbourg (Écosse), est un joueur international écossais de rugby à XV, évoluant au poste d'arrière. 
Il évolue avec son frère, Scott Hastings, en équipe d'Écosse durant sa carrière, tandis que son fils Adam Hastings est également joueur international écossais de rugby à XV.

## Biographie
Gavin Hastings joue avec le club de Watsonians RFC pendant toute sa carrière, de 1980 (18 ans) à 1997 (35 ans) et il en est le meilleur réalisateur absolu avec 1 203 points inscrits. Il évolue à l'université de Cambridge, pour l'équipe d'Écosse et les Lions britanniques et irlandais.
Il est considéré, avec Andy Irvine, comme le plus grand joueur écossais de l'histoire. 
Pour la première journée du Tournoi des Cinq Nations 1986, le néo-capé Gavin Hastings manque le coup d'envoi (touche directe), les Français jouent rapidement la touche et marquent le premier essai. C'est l'essai le plus rapide de l'histoire de l'équipe de France. Le jeune Gavin Hastings n'est pas abattu, il inscrit les six pénalités de la victoire 18 à 17. L'Écosse perd au pays de Galles, le XV du Chardon gagne ensuite l'Angleterre et en Irlande. Elle remporte le Tournoi.
Gavin Hastings est le détenteur du record de points inscrits par un Écossais avec 667 points pour 61 sélections avant d'être dépassé le 7 juin 2008 par Chris Paterson. Il est vingt fois capitaine de l'équipe nationale. Il inscrit 17 essais sous le maillot écossais, ce qui en fait à ce moment-là le troisième marqueur d'essais de sa sélection.
Avec l'équipe d'Écosse, il remporte le Grand Chelem (rugby à XV) lors du Tournoi des Cinq Nations 1990.
Il a le grand honneur d'avoir été nommé capitaine de la tournée des Lions en Nouvelle-Zélande de 1993, série remportée par les All Blacks par deux tests à un.
Son frère cadet Scott joue également dans le XV du chardon.
Il connaît dix sélections avec les Barbarians.

## Palmarès

### Avec l'équipe d'Écosse
- 61 sélections dont 20 en tant que capitaine entre 1986 et 1995;
- 667 points en test matches (17 essais, 140 pénalités, 86 transformations);
- Sélections par années : 5 en 1986, 8 en 1987, 5 en 1988, 2 en 1989, 7 en 1990, 9 en 1991, 5 en 1992, 5 en 1993, 5 en 1994, 10 en 1995;

- Tournois des Cinq Nations disputés : 1986, 1987, 1988, 1990 (Grand Chelem), 1991, 1992, 1993, 1994, 1995;
- Meilleur réalisateur du Tournoi en 1986, 1988, 1993;

- Participation à 3 Coupes du monde : celles de 1987, 1991 et 1995.

Longtemps en tête du nombre de points marqués en Coupe du monde avec 227 points, il a été dépassé à la 28e minute du match Australie-Angleterre par Jonny Wilkinson, demi d'ouverture anglais, en quart de finale de la Coupe du monde 2007

### Avec lesLions
- Capitaine des Lions en 1993 en Nouvelle-Zélande ;
- Six sélections avec les Lions ;
- 66 points (1 essai, 1 transformation, 20 pénalités).